# Marylise Lebranchu

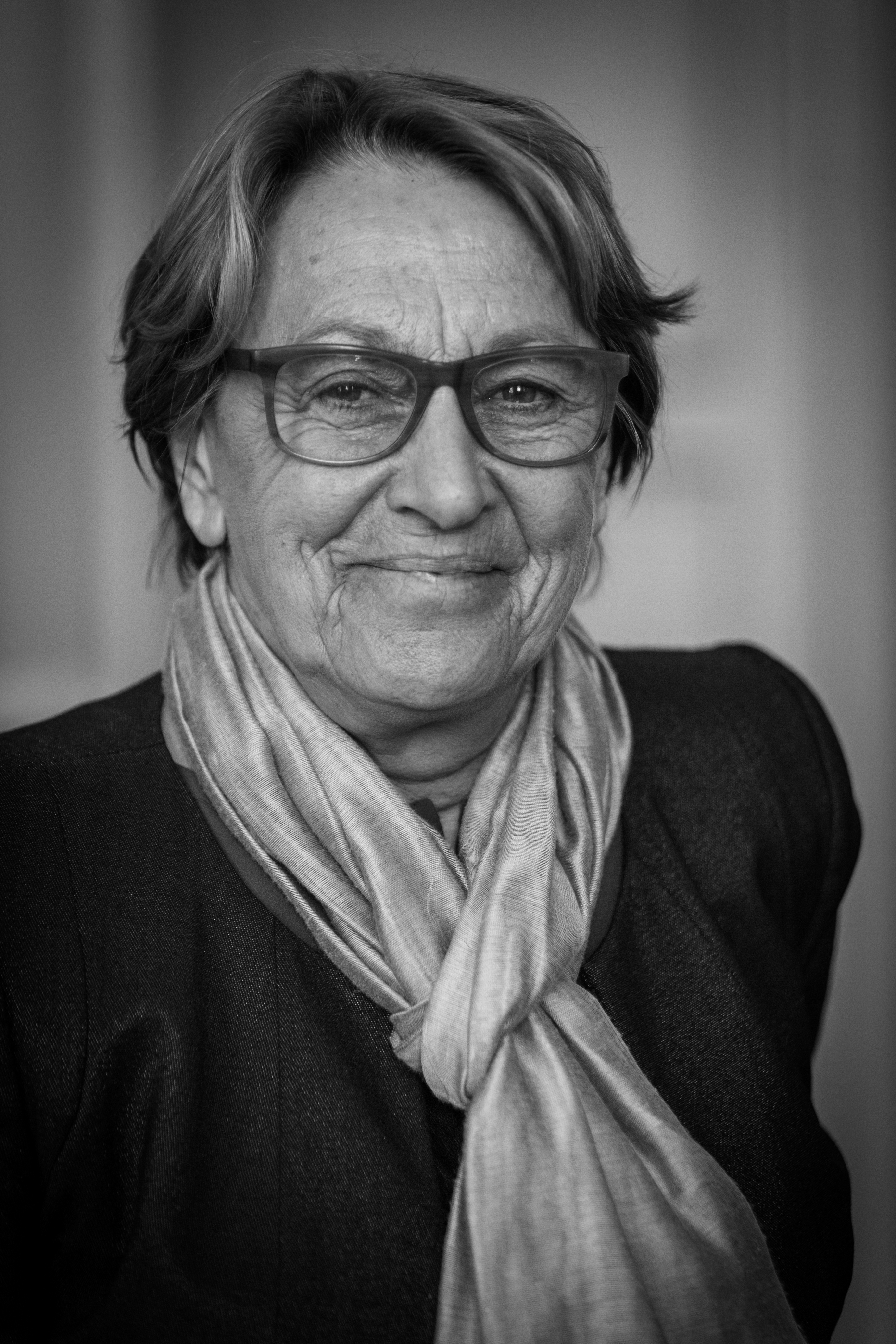
Marylise Lebranchu (2015)

Marylise Lebranchu (Geburtsname Marylise Perrault; * 25. April 1947 in Loudéac, Département Côtes-d’Armor) ist eine französische Politikerin der Parti Socialiste (PS). 2000 bis 2002 war sie Justizministerin und von 2012 bis 2016 Ministerin für Dezentralisierung und den öffentlichen Dienst, bis August 2014 zusätzlich für Staatsreform.

## Leben

### Studium, Bürgermeisterin und Abgeordnete
Nach dem Schulbesuch studierte Marylise Lebranchu Raumplanung an der Universität Rennes und trat während des Studiums 1972 der Parti socialiste unifié (PSU) als Mitglied bei. Nach Abschluss des Studiums war sie zwischen 1973 und 1978 als Forschungsbeauftragte bei der Gesellschaft für Mischökonomie im Norden des Département Finistère tätig. 1977 trat sie aus der PSU aus und wurde Mitglied der PS. Im Anschluss war sie von 1978 bis 1983 Parlamentarische Assistentin von Marie Jacq, einer Abgeordneten der Nationalversammlung. Mitte der 1980er Jahre begann sie mit ihrem eigenen politischen Engagement mit ihrer Wahl zum Mitglied des Gemeinderates von Morlaix, dem sie zwischen 1983 und 1995 angehörte, sowie zum Mitglied des Regionalrates der Region Bretagne, dem sie seither angehört.
Neben ihrer politischen Tätigkeit widmete sie sich vorwiegend der Erziehung ihrer drei Kinder, ehe sie 1990 einen Lehrauftrag für angewandte Wirtschaftswissenschaften bei der Raumplanung am Institut für Geoarchitektur der Universität der Westbretagne annahm und dort bis 1997 lehrte.
Mitte der 1990er Jahre engagierte sie sich verstärkt politisch. 1993 gehörte sie mit Martine Aubry zu den Gründern der Fondation Agir contre l'exclusion (Face), einer privaten Stiftung zur Unterstützung benachteiligter Jugendlicher in der Ausbildung und im Berufsleben. 1995 wurde sie zur Bürgermeisterin der Kleinstadt Morlaix gewählt und behielt dieses Amt bis 1997. Zugleich war sie von 1995 bis 2003 Präsidentin des Gemeindeverbandes von Morlaix.
Am 1. Juni 1997 wurde sie selbst zur Abgeordneten der Nationalversammlung gewählt, legte ihr Mandat als Vertreterin des Wahlkreises Finistère IV jedoch bereits am 4. Juli 1997 nieder, nachdem Premierminister Lionel Jospin sie zur Staatssekretärin für kleine und mittelständische Unternehmen, Handel, Handwerk und Verbraucher in dessen Regierung berufen hatte. Daneben war sie zwischen 1997 und 2004 auch wieder Mitglied des Gemeinderates von Morlaix.

### Justizministerin
Als Élisabeth Guigou im Oktober 2000 im Rahmen einer Umbildung des Kabinetts Jospin ins Beschäftigungsministerium wechselte, rückte Lebranchu ins Amt der Justizministerin auf. Dieses Amt behielt sie bis zum Ende von Jospins Amtszeit am 7. Mai 2002.
In dieser Funktion setzte sie sich insbesondere für die Aufklärung der Taten von Émile Louis ein, dem vorgeworfen wurde, in den 1970er Jahren sieben Jugendliche im Département Yonne ermordet zu haben. Ein anfängliches Geständnis wurde von ihm nach seiner Verhaftung im Jahr 2000 widerrufen. Allerdings kam es zu weiteren Ermittlungen und der Befragung neuer Zeugen. Zu einer Verurteilung kam es allerdings erst im Juni 2006 als das Pariser Appellationsgericht unter Bestätigung der erstinstanzlichen Entscheidung zu lebenslanger, mindestens jedoch 18-jähriger Freiheitsstrafe sowie Entschädigung der Familien der Opfer verurteilte. Dieses Urteil wurde im September 2007 vom Kassationshof bestätigt.
Darüber hinaus engagierte sie sich als Justizministerin und Bürgermeisterin 2001 für ein Wiederaufnahmeverfahren in der sogenannten Affäre Seznec. Guillaume Seznec, ein Sägewerksbesitzer aus Morlaix, hatte in den 1920er Jahren gemeinsam mit seinem Freund, dem Senator Pierre Quéméneur, versucht, amerikanische Autos in die Sowjetunion zu verkaufen. Im Mai 1923 wollten sie zusammen einen alten Cadillac zu einem Zwischenhändler nach Paris überführen. Aufgrund diverser Pannen kamen sie dort aber nicht an. Quéméneur nahm kurz vor Paris einen Zug und wurde seither nicht mehr gesehen. Seznec kehrte in mehreren Tagen nach Morlaix zurück, wo er das Auto reparieren lassen wollte. Er wurde jedoch schnell zum Hauptverdächtigen für die Ermordung Quéméneurs. Obwohl dessen Leiche nie gefunden wurde und Sezenc stets seine Unschuld beteuerte, wurde er in einem Indizienprozess zu lebenslanger Zwangsarbeit verurteilt, die er unter anderem in einem Lager auf Französisch-Guayana ableistete. 1947 wurde er begnadigt.

### Vizepräsidentin eines Regionalrates und Ministerin
Seit 2000 gehört sie neben anderen Politikern wie Martine Aubry, Jean Le Garrec, François Lamy und Adeline Hazan zur Gruppe der Réformer, einer politischen Gruppierung innerhalb der Parti Socialiste.
Am 19. Juni 2002 wurde sie wiederum zur Abgeordneten der Nationalversammlung gewählt und vertritt in dieser seither den Wahlkreis Finistère IV; ihr Mandat ruht derzeit aufgrund ihrer Mitgliedschaft in der Regierung. Daneben war sie von 2004 bis 2010 Vize-Präsidentin des Regionalrates der Bretagne und dort zuständig für Territorialpolitik und Entwicklung der regionalen Demokratie.
Im November 2006 erklärte sie offiziell ihre Unterstützung für Dominique Strauss-Kahn bei dessen Bemühungen um die Kandidatur für die Parti Socialiste bei der Präsidentschaftswahl 2007, nachdem ihr Förderer Lionel Jospin seinen Verzicht erklärt hatte.
Am 27. Juni 2007 kandidierte sie für die Sozialisten als Präsidentin der Nationalversammlung, unterlag allerdings mit 216 zu 314 Stimmen gegen Bernard Accoyer. Stattdessen folgte sie Didier Migaud, der zum Vorsitzenden des Finanzausschusses befördert wurde, als Quästorin der Nationalversammlung.
Marylise Lebranchu, die von Juni 2010 bis zum 19. Juni 2012 Präsidentin der Nationalen Föderation sozialistischer und republikanischer Mandatsträger (Fédération nationale des élus socialistes et républicains, FNESR) war, engagiert sich außerdem als Mitglied des Ehrenrates der Vereinigung für das Recht auf einen würdevollen Tod (Association pour le droit de mourir dans la dignité, ADMD).
Nach der Wahl von François Hollande zum Staatspräsidenten und der Benennung von Jean-Marc Ayrault zum Premierminister, wurde Marylise Lebranchu von diesem am 17. Mai 2012 zur Ministerin für Staatsreformen, Dezentralisierung und den öffentlichen Dienst in dessen Kabinett (Kabinett Ayrault I) berufen. Sie behielt dieses Ministeramt auch in den folgenden Regierungen Ayrault II, Valls I und Valls II; bei der Berufung des Kabinetts Valls II entfiel der Begriff Staatsreform bei ihrem Ministerium. Bei der Umbildung des Kabinetts Valls II am 11. Februar 2016 wurde sie als Ministerin entlassen.

## Veröffentlichungen
- Etre juste, justement, Mitautor Jean Guisnel, Verlag Albin Michel, 2001
- Pontaniou les barreaux, Verlag La Part Commune, 2002
- Brèves de campagne, votre avenir vaut mieux que nos querelles, Verlag Descartes, 2008